# Nambucca River
La Nambucca River est un fleuve de 65 km de long du nord de la Nouvelle-Galles du Sud en Australie, qui se jette dans la mer de Tasman dans l'océan Pacifique.

## Géographie
Elle nait sur le versant sud du mont Killiekrankie, traverse la ville de Macksville avant de se jeter dans la mer de Tasman à Nambucca Heads.
Fleuve d'une région au sol volcanique fertile et au climat humide, la région entourant le fleuve a fortement été déboisée et mise en valeur pour l'agriculture.